# Ледяная принцесса (роман)
Ледяная принцесса (швед. Isprinsessan) — детективный роман шведского автора Камиллы Лэкберг, изданный на шведском в 2003 году. На русский язык роман переведён А. Ю. Степановым и выпущен издательством «Эксмо» в 2013 году. Ледяная принцесса — первая книга из цикла о писательнице Эрике Фальк и детективе Патрике Хедстрёме.

## Сюжет
Эрика Фальк возвращается в Фьельбаку после смерти родителей. Испытывая творческие затруднения, она пытается работать над биографией Сельмы Лагерлёф — шведской писательницы, первой женщины, получившей Нобелевскую премию по литературе.
Детектив Патрик Хедстрём начинает расследовать убийство девушки Александры, подруги детства Эрики, которая была найдена замёрзшей в собственной ванне. Экспертиза показала, что девушка была убита до того, как помещена в ванную. Это позволило воде замёрзнуть вокруг неё (из-за открытых дверей и окон температура в доме опустилась ниже нуля). По просьбе родителей Александры, Эрика начинает расследовать обстоятельства гибели их дочери и присоединяется к Хедстрёму.

## Стиль и проблематика
В романе поднимаются вопросы отношений родителей и детей, дружбы. Атмосферу напряженности создаёт образ маленького скандинавского городка и персонажи жителей. Писательница создаёт мистический круг головоломок и семейных тайн вокруг главной героини. Как и в других шведских криминальных произведениях, повествованию сопутствуют напряженность и холодность сюжета.